# Callionima nomius
Callionima nomius este o specie de molie din familia Sphingidae. Este întâlnită din Mexic până în jumătatea nord-vestică a Americii de Sud.

## Descriere
Anvergura este de 70-80 mm. 

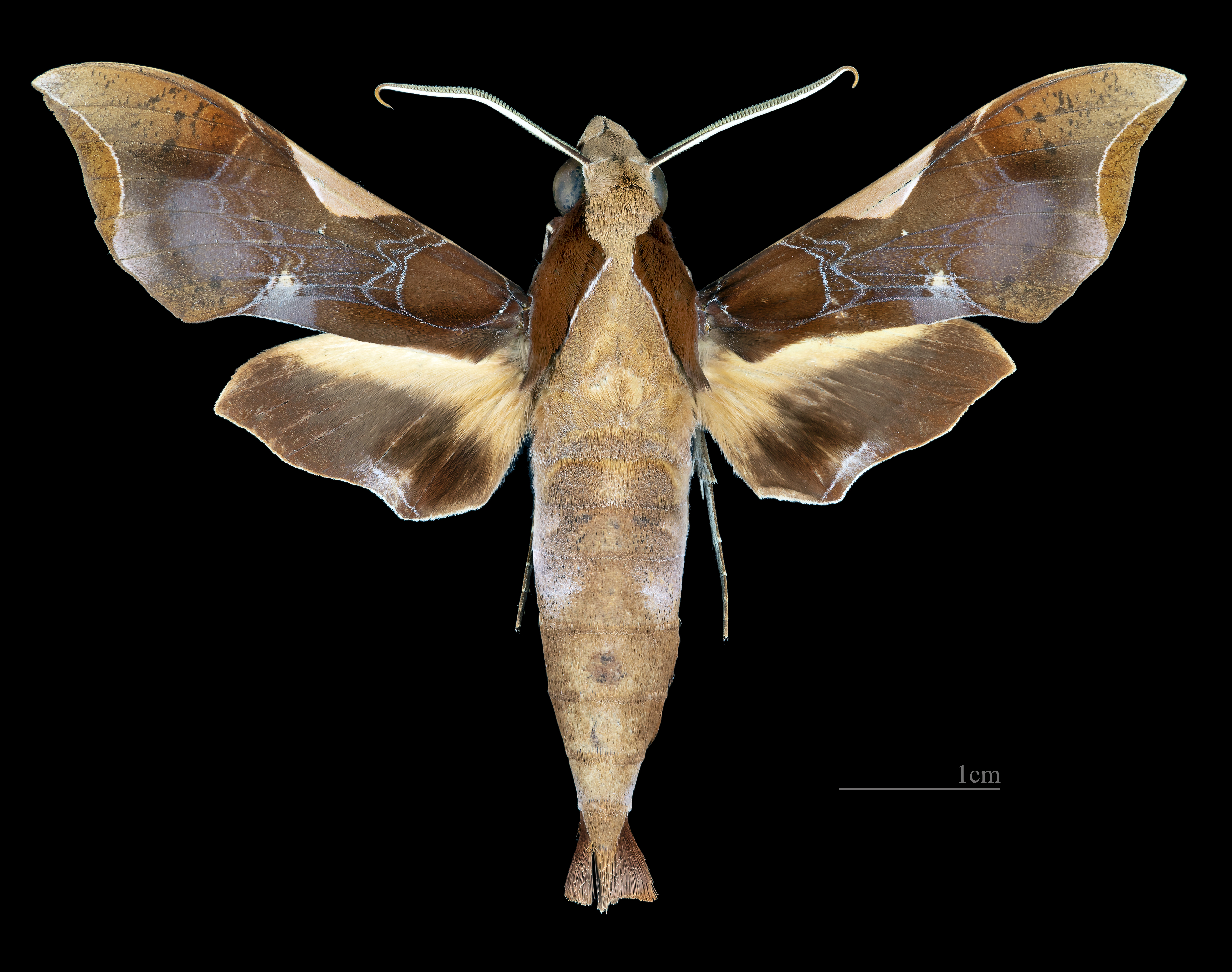
Callionima nomius ♂
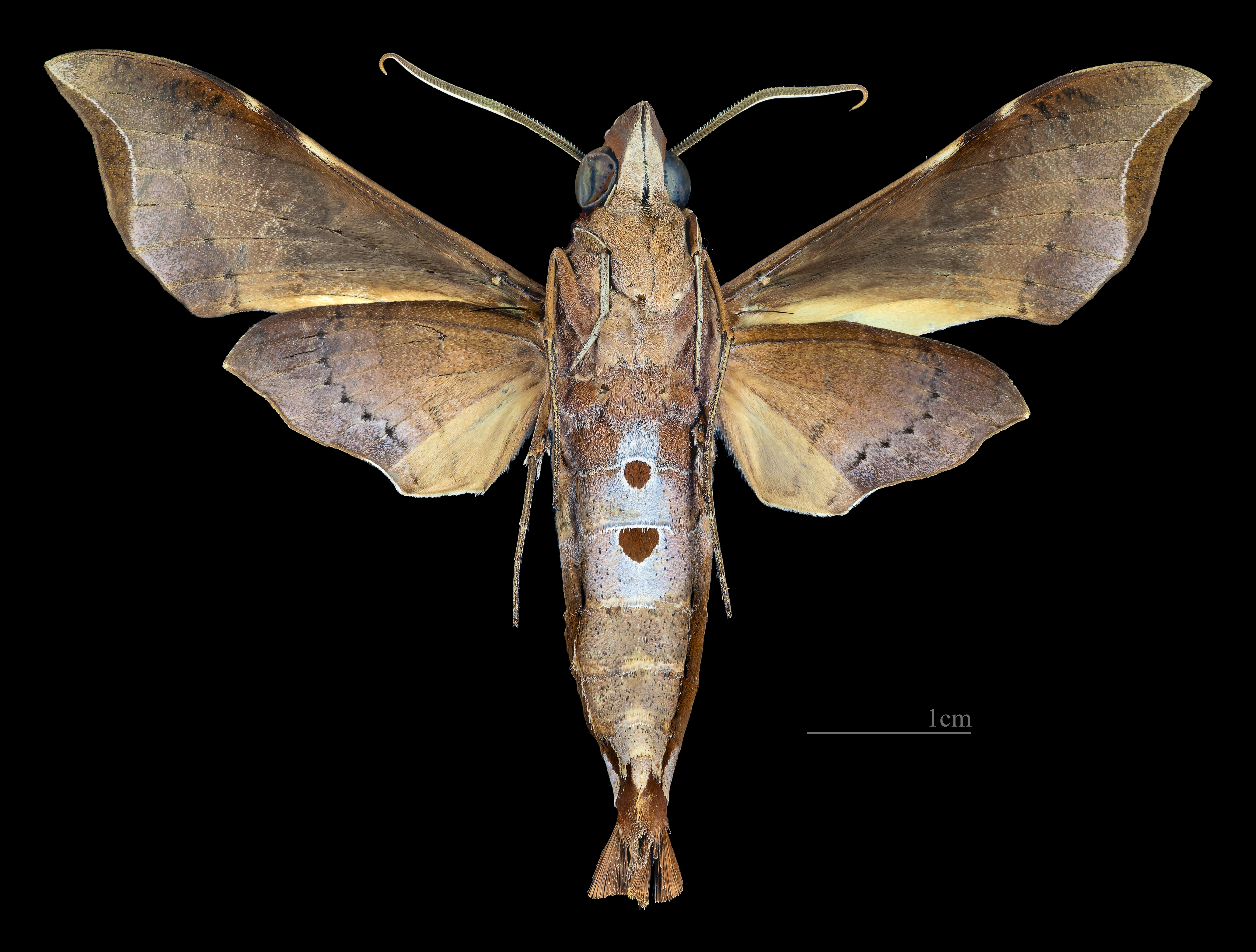
Callionima nomius ♂  △
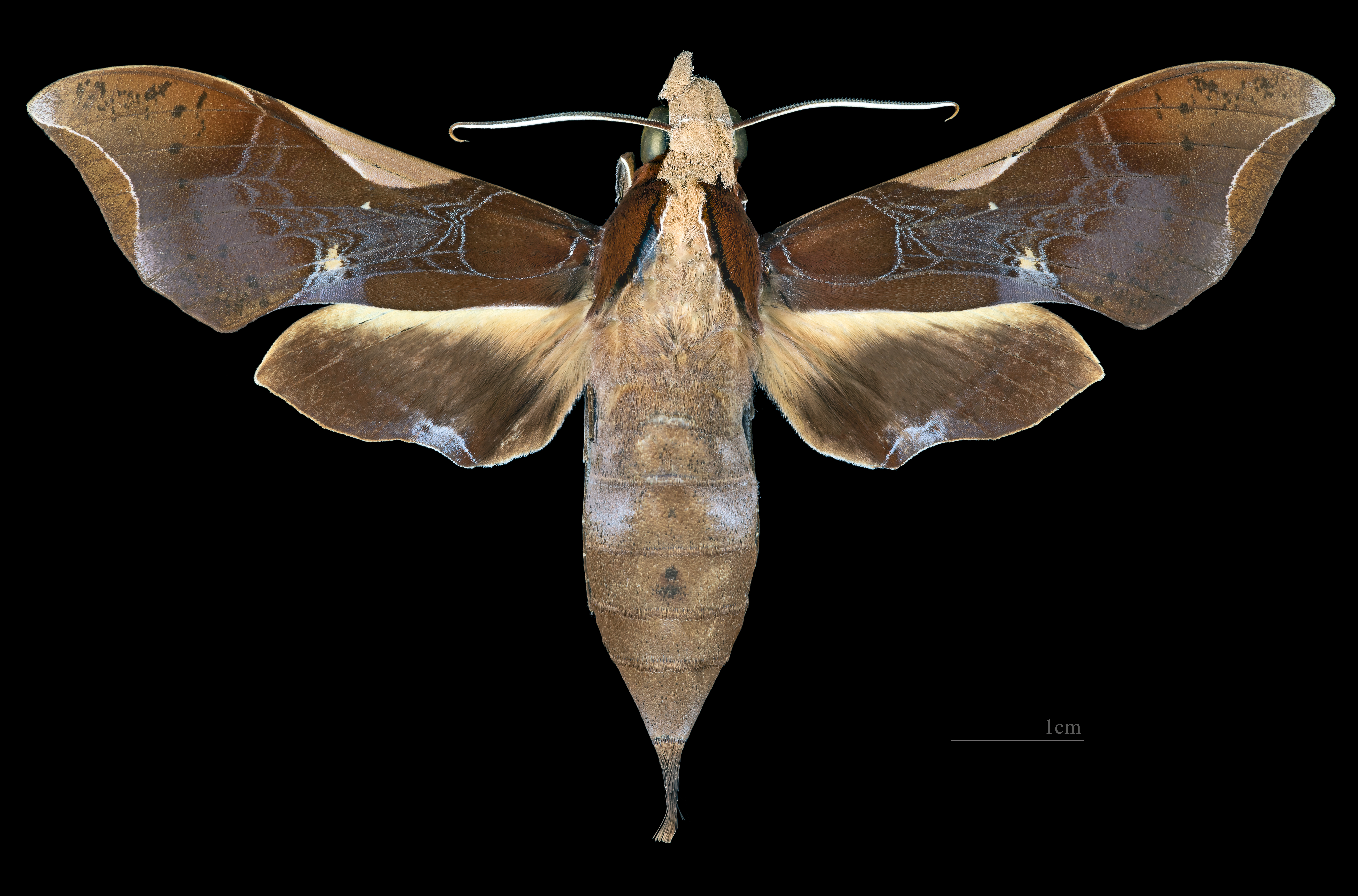
Callionima nomius ♀
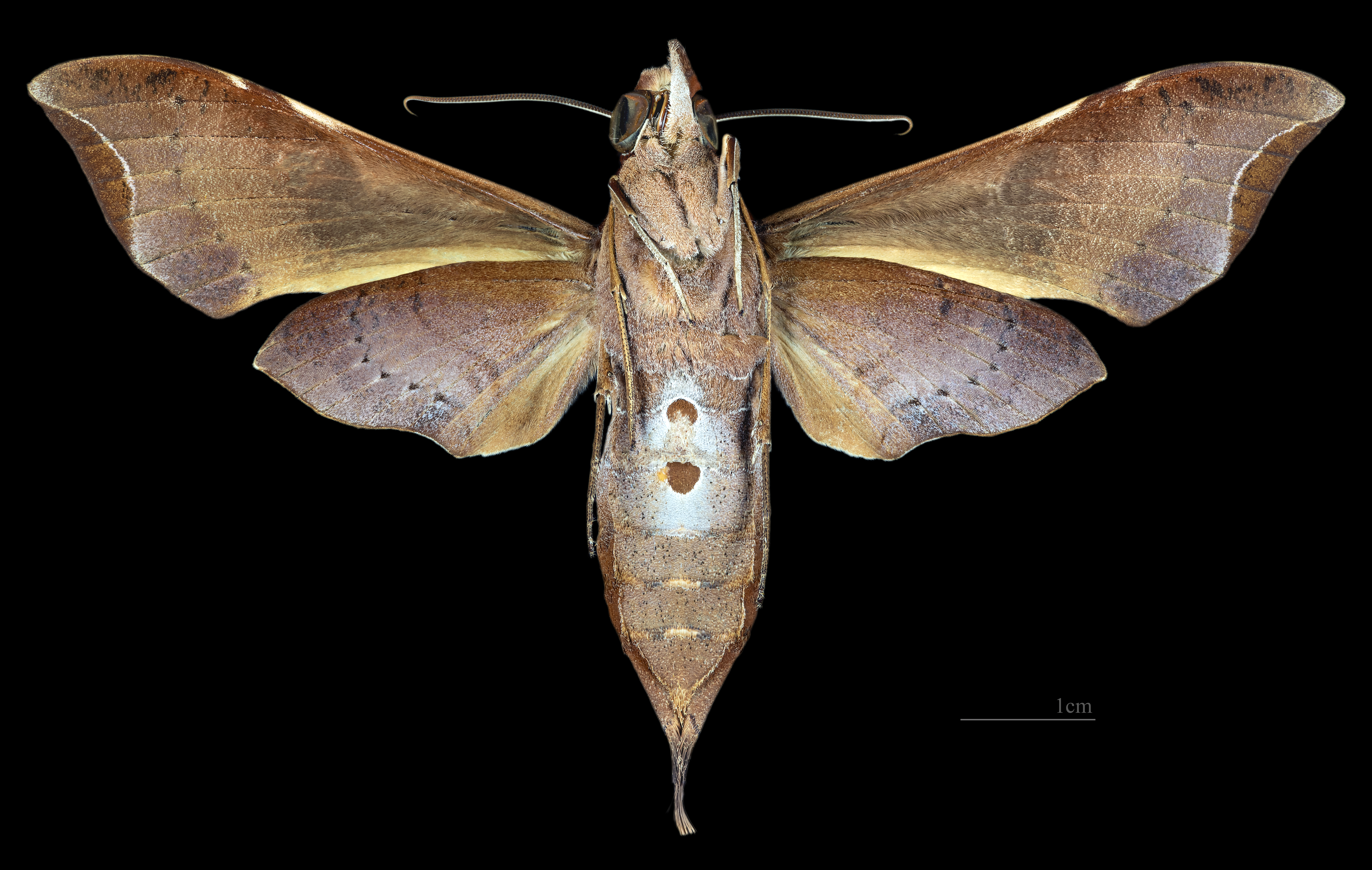
Callionima nomius  ♀ △

Adulții zboară tot anul și se hrănesc cu nectarul de la unele flori, cum  ar fi Nicotiana forgetiana.
Larvele se hrănesc cu specii de Apocynaceae, o specie posibilă fiind Aspidosperma macrocarpa.